# مارکو آچیلی
مارکو آچیلی (انگلیسی: Marco Achilli; ۹ دسامبر ۱۹۴۸ – ۲۲ سپتامبر ۲۰۰۹) بازیکن فوتبال اهل ایتالیا بود.
از باشگاه‌هایی که در آن بازی کرده‌است می‌توان به باشگاه فوتبال اینتر میلان، باشگاه فوتبال پیاچنزا، باشگاه فوتبال مونتسا، باشگاه فوتبال لیورنو، و باشگاه فوتبال وارزه اشاره کرد.